# Maurizio Dardano
Maurizio Dardano (né le 13 décembre 1935 à Rome) est un linguiste italien.
Pendant sa longue carrière, il s'occupa de nombreux aspects de la langue italienne, soit l'ancienne soit la moderne : syntaxe historique, lexique, sémantique, formation des mots, langue des médias de masse.
Dans les études de linguistique italienne, il a introduit la définition de « prosa media », qui s'applique aux textes médiévaux qui ne sont ni littéraires ni pratiques. Selon Dardano, ces textes ont des caractères linguistiques particuliers, ce qui justifierait cette définition.

## Biographie
Après avoir obtenu un diplôme en histoire de la langue italienne à l'université « La Sapienza » de Rome sous la direction d'Alfredo Schiaffini, pendant l'année 1963-1964 Maurizio Dardano reçoit une bourse du ministère italien de l'Éducation nationale pour poursuivre ses études supérieures.
Au cours de la même année il enseigne la phonétique et la prononciation de l'italien à l'université pour étrangers de Pérouse.
En 1965 il reçoit l'habilitation à diriger des recherches (libera docenza) en histoire de la langue italienne.
De 1966 jusqu'à 1974 il a été professeur (professore incaricato) d'histoire de la langue italienne et de philologie romanique à la faculté de lettres et philosophie de l'université « Gabriele D'Annunzio » de Chieti.
Le 1er novembre 1975 il devient professeur (professore straordinario) d'histoire de la grammaire et de la langue italienne à l'université La Sapienza de Rome.
Entre 1992 et 2009 il enseigne l'histoire de la langue italienne à l'université de Rome III, où il dirige également l'Institut d'études italiennes (dipartimento di italianistica).
Maurizio Dardano a participé à un grand nombre de congrès internationaux, dont certains pour lesquels il a été aussi l'organisateur. Il a écrit plusieurs articles et livres consacrés à la linguistique.
En 2005, avec Maria Luisa Altieri Biagi et Pietro Trifone il fonde le journal scientifique La lingua italiana. Storia, strutture, testi, dont il est le codirecteur.
Il est marié avec Isa Basso Dardano, professeur de littérature française à l'université Rome-III. Ils ont une fille, Paola Dardano, qui est elle-même linguiste à l'université pour étrangers de Sienne.

## Œuvres
- Lingua e tecnica narrativa nel Duecento, Bulzoni, Rome, 1969
- La formazione delle parole nell'italiano di oggi, Bulzoni, Rome, 1978
- Il linguaggio dei giornali italiani, Laterza, Rome-Bari, 1986
- Studi sulla prosa antica, Morano, Naples 1992
- Manualetto di linguistica italiana (II ed.), Zanichelli, Bologne 1996
- (avec Pietro Trifone), La nuova grammatica della lingua italiana, Zanichelli, Bologne, 1997
- Nuovo manualetto di linguistica italiana, Zanichelli, Bologne, 2005
- Leggere i romanzi. Lingua e strutture testuali da Verga a Veronesi, Carocci, Rome, 2008
- Costruire parole. La morfologia derivativa dell'italiano, Il Mulino, Bologne, 2009
- Stili provvisori. La lingua della narrativa italiana d'oggi, Carocci, Rome, 2010
- La lingua della Nazione, Laterza, Rome-Bari 2011